# Caviria micans
Caviria micans är en fjärilsart som beskrevs av Walker 1855. Caviria micans ingår i släktet Caviria och familjen tofsspinnare. Inga underarter finns listade i Catalogue of Life.